# نوكيا N71
نوكيا N71 هو أحد أجهزة نوكيا، شركة الهواتف والتقنية النقالة. يأتي هذا الجهاز مع شاشة نوعها 320 * 240 18-بت (262,144) لون. تم إصدار هذا الجهاز في 2006. تقنيته/تردده هي GSM/UMTS. جيل الجهاز هو BB5.0. عامل الشكل (التصميم) للجهاز هو «صدفة المحار». الجهاز يحتوي على كامير نوعها: 2.0 ميغابيكسل.